# Los Alamos Ranch School

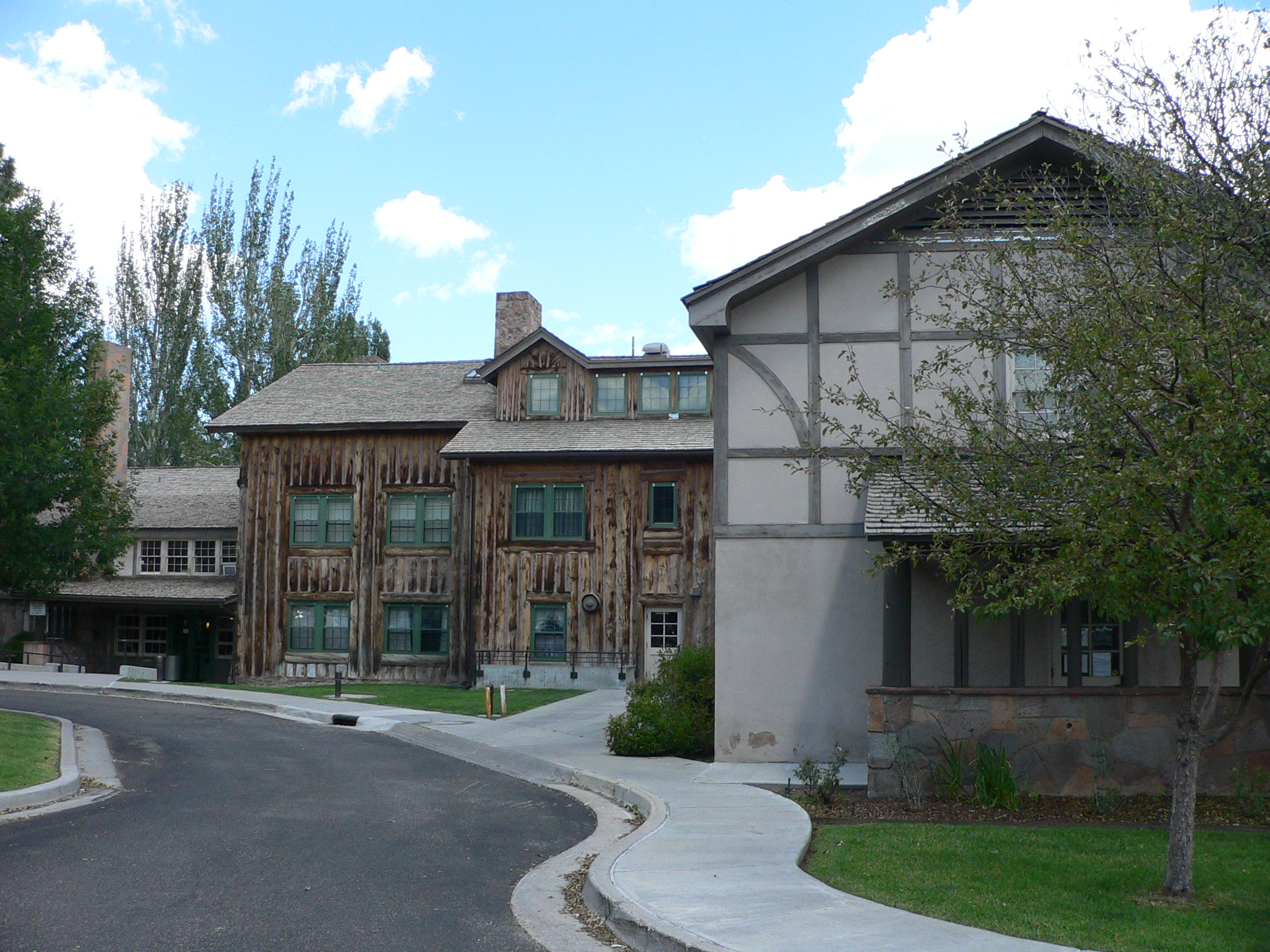
A Fuller Lodge foi o edifício principal do rancho-escola de Los Alamos.

Los Alamos Ranch School foi uma rancho escolar privado para meninos no Condado de Los Alamos, Novo México, nos Estados Unidos, perto de San Ildefonso Pueblo, no que se tornou Los Alamos. Foi fundada pelo empresário de Detroit Ashley Pond II, pai de Peggy Pond Church, poeta e autor neomexicano.
A escola, criada em 1917, ofereceu um programa modelado após os Boy Scouts of America, que combinava um currículo preparatório à faculdade com uma rigorosa vida ao ar livre. Todos os alunos eram organizados em tropas de patrulhas de 22 membros, e usavam uniformes escoteiros e lenços. A obtenção da Classificação de Primeira Classe nos escoteiros era um requisito à graduação. Ao longo de sua existência em 25 anos, a escola permaneceu pequena, com a inscrição não superior a 46 meninos (com idade entre 12 a 16 anos), mas seus graduados eram um grupo impressionante. Ex-alunos famosos incluíam William S. Burroughs, Gore Vidal, Arthur Wood (presidente da Sears Roebuck) e o fundador da Santa Fé Opera, John Crosby. Bill Veeck, proprietário do Chicago White Sox, também esteve presente, mas não se formou.
Em novembro de 1942, a escola e o terreno circundante foram comprados pelo Distrito de Engenharia de Manhattan do Exército dos Estados Unidos para uso no esforço ultra-secreto para desenvolver a primeira bomba atômica. A escola premiaria seus diplomas finais em janeiro de 1943 e o Exército assumiu o controle da propriedade no mês seguinte.
O local foi escolhido para o Projeto Manhattan por causa de seu isolamento, o acesso à água, amplo espaço, edifícios preexistentes que poderiam ser utilizados para habitação e o fato de que grande parte do terreno circundante já era de propriedade do governo federal. Também era localizado em uma mesa geográfica em que todas as entradas poderiam ser garantidas. A instalação foi originalmente chamada de "Site Y", mas mais tarde se tornou conhecido como Laboratório Científico de Los Alamos, em seguida, Laboratório Nacional de Los Alamos. Durante a Segunda Guerra Mundial, a escola de Fuller Lodge e do Big House foram usadas como locais de reunião social para o pessoal do projeto de Los Alamos e alguns outros edifícios foram utilizados para habitação. Os edifícios escolares eram conhecidos como "Bathtub Row" porque eram as únicas casas em Los Alamos com banheiras.
A casa de hóspedes é o local do Los Alamos Historical Museum e tem uma extensa exibição na escola e seu uso no escotismo. O adjacente Fuller Lodge está aberto para exibição visitante e é frequentemente usado para reuniões ou casamentos. O Art Center Los Alamos está alojado na ala sul pela Avenida Central.